# Ricardo Malerba
 Ricardo Malerba  (Buenos Aires, 24 de agosto de 1905 – ídem 29 de junio de 1974), cuyo nombre real era Ricardo Francisco Malerba y que utilizaba también el seudónimo de Luz Demar, fue un bandoneonista, director de orquesta y compositor argentino dedicado al género del tango. Su orquesta se distinguió tanto por la calidad de su sonido, como por la cadencia de su ritmo.

## Actividad profesional
Comenzó a trabajar como músico en un conjunto que actuaba en cines de barrio en el que tocaba el bandoneón y sus hermanos Alfredo y Carlos ejecutaban el piano y el violín respectivamente.
En 1928, junto a sus hermanos integró la orquesta que formó Cátulo Castillo para ir a Europa, específicamente España, acompañado de los músicos Miguel Caló, Alberto Cima, Pablo Flores y al cantor Roberto Maida donde permanecen durante un largo período, actuando en numerosas ciudades. También graban varios discos para el sello Odeón. Debutan en el Teatro Empire y en el cabaré Excelsior ambos ubicados en la rambla de Barcelona. Culminan la gira en 1930, aunque los hermanos Malerba deciden quedarse en Europa actuando en Portugal hasta la muerte de su hermano Carlos. Cuando Maida decide ir a cantar a París, los hermanos trabajan un tiempo en la orquesta de Juan Bautista Deambroggio ("Bachicha").
De regreso a la Argentina integró una orquesta con el pianista Nicolás Vaccaro en la que cantaba Francisco Fiorentino con la que se presentaron en el cabaré Tabarís y en la radio La Voz del Aire. 
Ayudado por Libertad Lamarque, pareja de su hermano Alfredo,obtuvo un contrato para actuar en Radio Belgrano, con la condición hacer un tango rítmico al estilo de Juan D'Arienzo. Su debut con  orquesta propia fue el 1 de marzo de 1938 e inició una relación de más de veinte años con la radioemisora.
La orquesta estaba integrada con Dante Smurra al piano; Atilio Cresta, Ricardo Pedevilla, Carlos Carlomagno y Benito Calver en los bandoneones; Alfredo Láttero, Ernesto Gianni, Francisco Sanmartino y José López en los violines; Francisco De Vivo en el contrabajo. Su más destacado vocalista fue Orlando Medina y otros que pusiron su voz fueron Carlos Barrios, Carlos Bernal, Antonio Maida, Tucho Pavón, Jorge Rico, Alberto Sánchez, Roberto del Solar, Alberto Tagle.
Poco a poco Malerba, con arreglos a cargo de su pianista y concuñado Dante Smurra, impuso un estilo menos acelerado que el de D'Arienzo, muy aceptado por los bailarines y grato de escuchar. 
Grabó para el sello Odeon, treinta temas entre 1941 y 1945 y 8 entre marzo de 1956 y enero de 1957. Para el sello Music Hall grabó cinco temas, en 1957.
De su primera etapa se recuerdan especialmente sus interpretaciones de  Gitana rusa, Remembranza y Magdalena, con la voz de Orlando Medina y Medianoche y Una copa más, con la voz de Antonio Maida.
Ricardo Malerba participó con su orquesta en la película La vida de Carlos Gardel, donde actuaban Hugo del Carril y Delia Garcés, interpretando el tango Noches de Montmartre. También lo hizo en el filme Cita en la frontera, con Libertad Lamarque acompañando a la estrella en todas sus interpretaciones. En el filme Confesión (1940) la orquesta típica de Ricardo Malerba ejecuta el tango Las cuarenta
Durante el gobierno de Juan Domingo Perón le alcanzó la censura y debió exiliarse.
En 1952 viajaron a Porto Alegre donde actuaron en lujosos hoteles y en la cadena regional de radio y televisión, para iniciar luego una larga gira por todo Brasil.

## Labor como compositor
Musicalizó en colaboración con Dante Smurra los tangos Violín, con letra de Horacio Sanguinetti, La piba de los jazmines, con letra de Julio Navarrine y Embrujamiento, con letra de Manuel Ferradás Campos. En colaboración con José Di Pilato musicalizó el tango Taruchito en colaboración con Francisco Caso, la milonga Mariana con letra de Homero Manzi. También puso música al tango Esto es puro compás con letra de Enrique Cadícamo y a los valses Aristocracia,  con letra de Juan Manuel Mañueco y Cuando florezcan las rosas, sobre letra de Julio Jorge Nelson.
Ricardo Malerba falleció en Buenos Aires el 29 de junio de 1974.